# Илиян Симеонов (режисьор)
Вижте пояснителната страница за други личности с името Илиян Симеонов.
Илиян Симеонов е български режисьор и сценарист.

## Биография
Роден е на 6 януари 1963 година в град Ямбол. През 1992 година завършва НАТФИЗ Кръстьо Сарафов със специалност кинорежисура. Награждаван е от СБФД за най-добър филм „Пазачът на мъртвите“, а също така и награда за дебют „Златна роза“ през 1994 година за филма му Граница.

## Филмография
Като режисьор
- Пазачът на мъртвите (2006)
- Ярост (2002)
- Сомбреро блус (1999)
- Имам една идея (1997)
- Граница (1994) – (заедно с Христиан Ночев)

Като сценарист
- Пазачът на мъртвите (2006)
- Суфле д’аморе (тв, 2006)
- Ярост (2002)
- Сомбреро блус (1999)
- Граница (1994)  – (заедно с Емил Тонев и Христиан Ночев)

Като актьор
- Death, Deceit & Destiny Aboard the Orient Express (2001) – терорист
- Концерт за флейта и момиче (1980) – Сашко Пеев